# 荣孟源
荣孟源（1913年—1985年），别名周慈民，号巨山，男，直隶宁津（今属山东）人，中国历史学家，曾任中国史学会理事。作品有《中国历史纪年》（1956年出版）。